# PHF
Uzasadnienie:  wspólne omówienie tematu
PHF (ang. paired helical filaments) – nierozpuszczalne, bogatobiałkowe włókienka ułożone helikalnie w pary.
Główną składową PHF jest hiperfosforylowane białko tau.
Występowanie:
- sploty neurofibrylarne (neurofibrillary tangles,
- obwodowa część blaszek starczych,
- dystroficzne neuryty.